# Susi Wallner

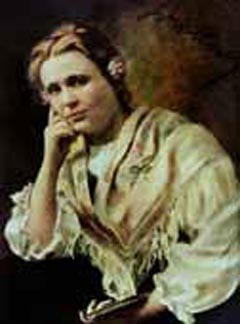
Susi Wallner

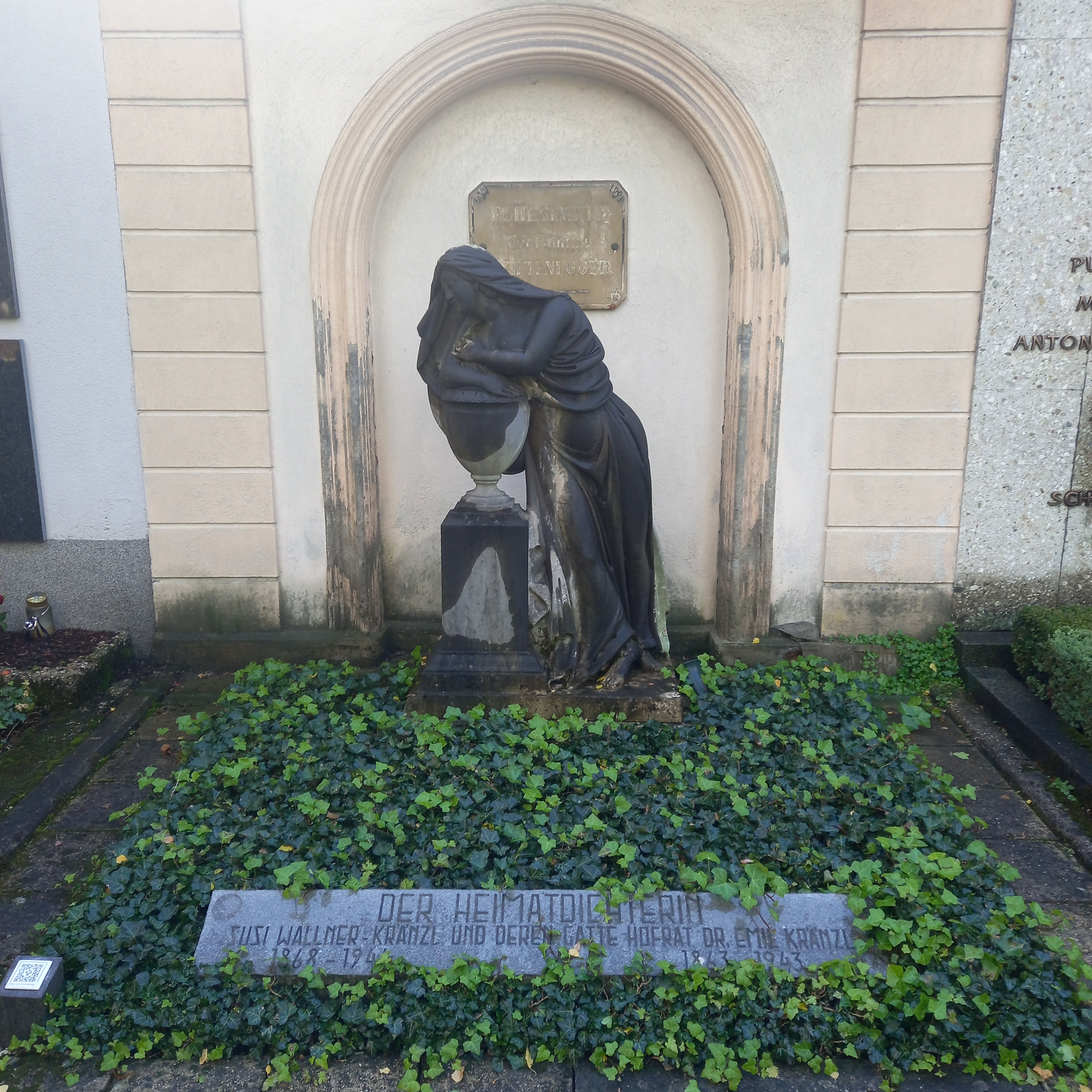
Das Grab von Susi Wallner und ihrem Ehemann Emil Kränzl auf dem Barbarafriedhof in Linz

Susi Wallner (verh. Kränzl, Pseudonym: Leonore Weismann), (* 3. März 1868 in St. Leonhard bei Freistadt; † 22. April 1944 in Linz) war eine österreichische Schriftstellerin und Heimatdichterin.

## Leben
Susi Wallner wurde am 3. März 1868 in St. Leonhard bei Freistadt geboren. Bis 1872 lebte sie in Kremsmünster, dann zog sie nach Linz und heiratete 1919 den Hofrat Emil Kränzl. Sie war Mitarbeiterin der Linzer Tages-Post und der Wiener Volkszeitung. Susi Wallner veröffentlichte in den Feuilletons diverser Zeitungen über 1000 Erzählungen, Geschichten, Märchen, Sagen und Skizzen.
Sie starb am 22. April 1944 in Linz und wurde in einem Ehrengrab am St. Barbara-Friedhof beigesetzt. In Linz ist die Wallnerstraße und in St. Leonhard bei Freistadt die Susi-Wallner-Warte nach ihr benannt.

## Werke
- Die alte Stiege, 1898
- Hallstätter Märchen, 1900
- Erzählungen, 1902
- Linzer Skizzen, 1904
- Bunte Blätter, 1908
- Gestalten aus Oberösterreich, 1912
- Die Soldatenbraut, 1915
- Auf heimatlichem Boden (Ländliche Charakterbilder), 1925
- zahlreiche Erzählungen und Skizzen in Zeitschriften und Zeitungen